# Stefanie van der Gragt
Stefanie van der Gragt (født 16. august 1992) er en hollandsk fodboldspiller, der spiller som forsvarer for AFC Ajax i Æresdivisionen og Holland. Hun spillede senest for spanske FC Barcelona. Forinden havde hun fra 2016 til 2017 spillet hun for FC Bayern München, i 2017-18 for AFC Ajax. Hun har vundet sølv ved VM i fodbold for kvinder 2015 og guld ved EM i fodbold for kvinder 2017 .

## Hæder
AZ Alkmaar
- Eredivisie: 2009–10
- KNVB Women's Cup: 2010–11

FC Twente
- Eredivisie: 2015–16

FC Barcelona
- Copa Catalunya: Vinder 2018